# Cantarranas
Cantarranas es un municipio del departamento de Francisco Morazán en la República de Honduras.

## Toponimia
Anteriormente se llamó San Juan de Flores hasta que en 2011, restituyó del nombre de Cantarranas. Su nombre actual proviene del sonido que producen las ranas en la región.

## Límites
Está situado en la margen derecha del Río Chiquito, al sur del Valle de Talanga.
| Orientación | Límite                                                 |
| ----------- | ------------------------------------------------------ |
| Norte       | Municipio de Talanga, Francisco Morazán                |
| Norte       | Municipio de Guaimaca, Francisco Morazán               |
| Sur         | Municipio de Villa de San Francisco, Francisco Morazán |
| Sur         | Municipio de Morocelí, El Paraíso                      |
| Este        | Municipio de Teupasenti, El Paraíso                    |
| Oeste       | Municipio de Distrito Central, Francisco Morazán       |

## Historia
En 1666, fundado con el nombre de "Cantarranas".
En 1791, en el primer recuento de población en 1791, era cabecera de curato.
En 1882, se segrega la Aldea San Francisco.
En 1889, en la División Política Territorial de 1889 era un Distrito formado por el mismo San Juan de Flores y San Diego de Talanga.
En 1934 (20 de marzo), según Decreto No. 92 se le dio el título de ciudad.
En 1997, Patricia Rodas y Rosa Margarita Montenegro Alvarado obtuvieron una Mención en el Premio de Estudios Históricos Rey Juan Carlos I que otorga la Cooperación Cultural Española en Honduras por su investigación "El Enclave Minero y su Relación con el Municipio de San Juan de Flores".
En 2011, se le restituye su nombre oficial de "Municipio de Cantarranas".

## División Política
Aldeas: 20 (2013)
Caseríos: 124 (2013)
| Código | Aldea                                       |
| ------ | ------------------------------------------- |
| 082001 | Cantarranas (ciudad cabecera del municipio) |
| 082002 | Cerro Bonito                                |
| 082003 | Cofradía                                    |
| 082004 | Chandala                                    |
| 082005 | El Carbón                                   |
| 082006 | El Jicarito                                 |
| 082007 | El Ocote                                    |
| 082008 | El Zarzal                                   |
| 082009 | El Zurzular                                 |
| 082010 | Joyas de Carballo                           |
| 082011 | La Cruz o Suyapa                            |
| 082012 | Las Delicias                                |
| 082013 | Marcos                                      |
| 082014 | Miravalle                                   |
| 082015 | Pacayas                                     |
| 082016 | Pajarillos                                  |
| 082017 | San José de Ramos                           |
| 082018 | San Luis                                    |
| 082019 | Sicaguara                                   |
| 082020 | Yamaguare                                   |
|        | Tres Candiles                               |
|        | Quebrada Arriba                             |
|        | El Tomatín                                  |
|        | Nueva Esperanza                             |

## Deportes
En la liga de ascenso, juega el Club Deportivo Arsenal SAO en el estadio de la ciudad.